# Andrew Irvine
Andrew Comyn Irvine (ur. 8 kwietnia 1902 w Birkenhead, zm. 8 czerwca 1924) – brytyjski wspinacz wysokogórski, który brał udział w brytyjskiej ekspedycji na Mount Everest w 1924 roku. W trakcie próby pierwszego zdobycia Everestu, on i jego partner wspinaczkowy – George Mallory zniknęli na północno-wschodnim grzbiecie góry. Ostatni raz byli widziani zaledwie kilkaset metrów od szczytu. Ciało Mallorego odnaleziono w 1999 roku, natomiast szczątki Irvine'a zostały odkryte we wrześniu 2024, poniżej północnej ściany Mount Everest, przez ekspedycję filmową pod dowództwem fotografa i filmowca Jimmy'ego China, o czym poinformował magazyn National Geographic.